# Редакційна незалежність
Редакційна незалежність (англ. Editorial independence) — свобода керівників і співробітників ЗМІ (редакції) у виборі тематики публікацій і методів роботи, незалежність від думки контролюючих / наглядових органів або думки власника ЗМІ. Саме цим параметром вимірюється власне незалежність преси. Редакційна незалежність розуміється як похідне від демократії, в якій жоден державний інститут не повинен втручатися у внутрішні справи газети. Концепція містить у собі незалежність самого журналіста. У теорії, поняття редакційної незалежності, приховує в собі багато примар, які ховаються у своїх глибинах та жорсткі обставини, які переслідують вільну пресу. З однієї сторони, хтось розуміє редакційну незалежність, як похідне від демократії, ви можете робити те, що ви хочете, де ви хочете, пишучи будь-яку інформацію без всяких наслідків. А з другої сторони розуміємо, що будь-яка державна установа не повинна втручатися у внутрішні справи газети, збирати суб'єкти та їх орієнтації.

## Редакційна незалежність на Заході
Згідно із Законом «Про засоби масової інформації» редакції і журналістському колективу надано рівень професійної (редакційної) самостійності, права стосовно власнику, нечувані в більшості країн світу. Існуюча у нас схема відносин редакції і «власника» хоча й ускладнена великим внутрішнім напруженням, тим не менш, гарантує (принаймні, формально) редакційному колективу більше свободи, ніж у країнах Заходу, де немає що мають приблизно таку ж силу редакційних статутів. Щоправда, головний редактор або провідні журналісти та коментатори можуть мати певні гарантії від звільнення за примхи власника або при його зміні, але і ці гарантії, як правило, означають лише необхідність виплати вихідної допомоги. Замість установчого договору полягають індивідуальні трудові угоди (контракти). При цьому головний редактор, природно, бажає укласти договір на три, п'ять, десять років, а власник, якщо він не впевнений у своєму редакторі, швидше за все, на три, п'ять, десять місяців. У ході переговорів вони знаходять компроміс. За такою ж схемою укладаються договори і з рядовими працівниками редакції. У рідкісних випадках, якщо існує сильна журналістська профспілка, підписується колективна угода, зазвичай надає працівникам більше стабільності і гарантій. Не випадково російське слово «редакція» важко перекладати на інші мови, оскільки фактично цього поняття ніде більше не існує.
Є лише наймані працівники, які працюють на редактора і на власника газети. "Російський закон про ЗМІ відрізняється від американського законодавства, яке зазвичай не наказує конкретного пристрою внутрішньої структури газетної редакції або телевізійної мережі. У Сполучених Штатах, як і в багатьох інших країнах, не існує юридичної гарантії «незалежності» редактора від видавця, наскільки бажаною ні здається ця мета. У тій мірі, в якій редактор володіє незалежністю, це є наслідком традиції і лише в рідкісних випадках — контракту, але аж ніяк не конституційного або статутного права ".
"У тому ж дусі Закон про ЗМІ використовує форми закону для надання більших, ніж це властиво західній практиці, прав тим, хто працює в ЗМІ.  Положення Закону про ЗМІ охоплюють такі питання, як статут редакції, процедура призначення головного редактора, процедура припинення діяльності, а також процедура зміни засновників або видавців. У Сполучених Штатах для журналістів не характерно мати права, що істотно відрізняються від положень колективних договорів в інших сферах діяльності, якщо тільки це спеціально не відображено в структурі власності ЗМІ ".
Слід зауважити, що на відміну від Росії в більшості західних країн відсутні державні і муніципальні ЗМІ (крім інформаційних бюлетенів), отже, немає державних медіа-власників або засновників. Та й загалом держава там в набагато меншій мірі втручається в масово-інформаційну діяльність, ніж це відбувається в Росії. Нарешті, ще однією причиною такого становища з правами власника організації ЗМІ є святість принципів приватної власності.

## Загрози редакційної незалежності
За даними міжнародного дослідження серед редакторів NewsroomBarometer за 2008 рік, переважна більшість пов'язує головну загрозу редакційної незалежності та бізнесу. Так 26% респондентів її що йде від тиску з боку акціонерів, а 28% її в тиску з боку рекламодавців. Справді, питання бізнесу і прибутків дедалі більше беруть шляхи ухвалення рішень на редакційну політику, чи це питання скорочення штату, чи, що, куди страшніше, управління змістом. У групі тих регіонах, де газети щільно увійшли до фінансового ринку, як от Західна Європа та особливо північна Америка, тиску з боку акціонерів називалося 35% і 46% відповідно. Це одночасно тим регіонам, де демократія і свобода преси найбільш захищені, і тому ім'ям політичного тиску названо 5% і 10% відповідно. Для респондентів з-поміж інших регіонів світу, основним були саме політичні тиски (19%). Респонденти Східної Європи і Африки показали велику занепокоєність можливим тиском із боку акціонерів (14%-21%). Проте недолік свободи преси та корупція у вітчизняних цих регіонах призвели до того, що страх політичного тиску отримав 33% і 42% відповідно. І, нарешті, 9% опитаних побачили загрозу, що йде від PR фірм. Невелика, начебто цифра, вона звертає увагу на тенденцію до спроби впливу газети з боку PR структур.

## Примітка
Суспільство, телебачення та реклама перебувають у жорстокому детермінованому зв'язку. Нинішній альянс між владою і бізнесом стосовно телебачення носить рухливий характер. Хоч як не був сформульований закон про рекламу його дозволяють обходити. ЗМІ й реклама взаємозалежні та завжди такими залишаються, але ступінь цієї залежності великою мірою залежить від сумлінності самих журналістів. Комусь з топменеджерів нав'язується джинса (прихована реклама), як засіб підвищення прибутковості медіа. Усе це підтверджує вислів представника ОБСЄ зі свободи слова Міклоша Гарасті «Фінансова незалежність необов'язково веде до редакційної незалежності…»